# Bitterna kyrka
Bitterna kyrka, tidigare Västerbitterna kyrka, kyrkobyggnad som sedan 2018 tillhör Varabygdens församling (2002—2018 Vedums församling och tidigare Bitterna församling) i Skara stift. Den ligger på en kraftig kulle i odlingslandskapet i Vara kommun.

## Kyrkobyggnaden
Kyrkan är av gråsten och troligen från 1200-talet. Den förändrades först vid en omfattande ombyggnad 1807 då ett tresidigt avslutat kor tillkom. År 1840 byggdes en sakristian och tornet restes 1857. Interiören domineras av det enkla sengustivianska måleriet i form av en treenighetssymbol och serafer mot en sky i kortaket utfört av Johan Lundgren.
Vid en restaurering 1913 tillkom ett nytt innertak av trä med målning över altaret.

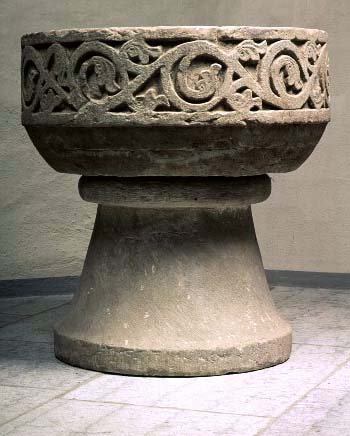
Dopfunten

## Inventarier
- Dopfunten är en så kallad liljestensfunt i sandsten från 1200-talet.
- Krucifix från 1400-talet.
- Altartavla utförd 1913 av Anna Virgin.
- Predikstol från 1600-talet restaurerad 1936 då den ursprungliga bemålningen togs fram.

### Klockor
- Storklockan är gjuten 1421 av den till namnet okände så kallade Timglasmästaren. Den har ett brett skriftband med en latinsk inskrift som i svensk toklning lyder: Herrens år 1421 blev denna klocka gjuten. De döda begråter jag, kallar folket och festerna smyckar. Därunder finns ett W-formigt gjutarmärke.
- Lillklockan, gjuten 1748, kommer från den nedbrunna Österbitterna kyrka.

## Orgel
Orgeln, som är placerad på den västra läktaren, byggdes 1967 av Frede Aagaard, medan fasaden härstammar från 1900 års orgel. Ryggpositivet är från 1967 och är ritat av den danska arkitekten Finn Ditlevsen.
Disposition (läktarorgeln):
| Huvudverk (C-f3) | Ryggpositiv (C-f3) | Pedal        | Koppel |
| ---------------- | ------------------ | ------------ | ------ |
| Gedagt 8'        | Rørfløjte 8'       | Subbas 16'   | II/I   |
| Principal 4'     | Pommer 4'          | Gedagt 8'    | I/P    |
| Blokfløjte 2'    | Principal 2'       | Quintatøn 4' | II/P   |
| Quint 1 1/3'     | Sesquialter 2 k    |              |        |
| Scharff 3 k      | Cymbel 2 k         |              |        |

## Österbitterna kyrka
År 1781 förstörde eld den medeltida stenkyrkan i grannsocknen Österbitterna. Från detta år fick Västerbitterna kyrka under namnet Bitterna kyrka tjäna som samlingspunkt för hela området.